# 살리호르스크

살리호르스크 시의 문장.

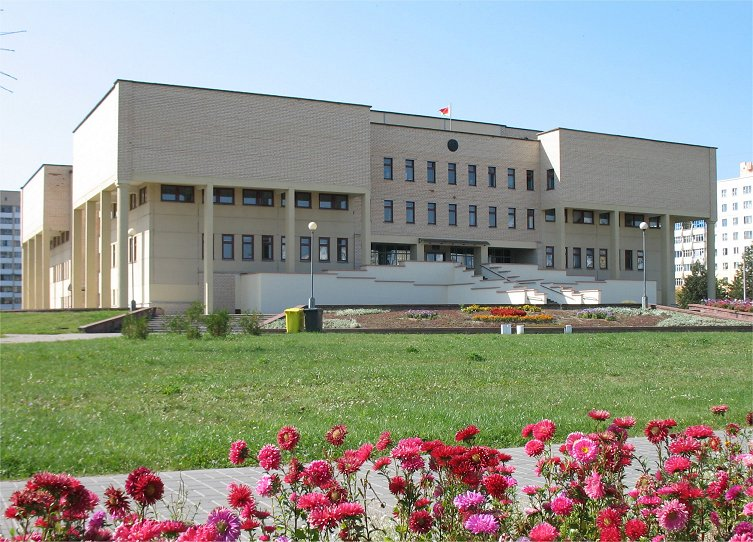
살리호르스크 시의 청사.

살리호르스크(벨라루스어: Салігорск, 러시아어: Солигорск 솔리고르스크[*])는 벨라루스 민스크 주에 위치해 있는 도시로, 살리호르스크 시의 인구는 2010년 기준으로 102,335명이다. 또한 살리호르스크 시는 1958년에 건설되었으며, 벨라루스에서 새로 건설된 도시 가운데 한 곳이다.

## 자매 도시
- 아르메니아 Agarak
- 우크라이나 Berezan
- 에스토니아 코흐틀라얘르베
- 리투아니아 마리얌폴레
- 덴마크 Holbæk